# شلل نقص بوتاسيوم الدم الدوري
شَلَلُ نَقْصِ بُوتاسيوم الدَّمِ الدَّورِيّ (بالإنجليزية: Hypokalemic periodic paralysis)‏ هو نادر، وهو اعتلال القنوات سيادي يؤدي إلى نوبات متكررة من ضًعف العضلات وأحيانًا نقص في مستوى البوتاسيوم في الدم (يرجع السبب بشكل أساسي إلى قناة الكالسيوم التي تعتمد على الفولطاج).

## التشخيص
تبدأ العضلات في الارتخاء والضعف، كما تقل نسبة البوتاسيوم في الدم عن المعدل الطبيعي بسبب انتقال البوتاسيوم من الدم إلى العضلات. يُمكن إجراء تشخيصات للشخص المزمع إصابته بالمرض، فيظهر تخطيط كهربائية القلب تغييرات وذلك أثناء النوبات وتخطيط كهربائية العضل تظهر اضطرابات أثناء النوبات

## العلاج
يتم إعطاء المريض البوتاسيوم وهو كفيل بإخراج المريض من حالة النوبة التي تُصيبه عن طريق الفم أو عن طريق الوريد. ويتم أخذ أسيتازولاميد بهدف تَفادي نوبات ضعف العضلات، ويتم إعطاء كذلك سبيرونولاكتون كمُدر للبول بهدف المُساعدة في الحفاظ على مستوى البوتاسيوم.